# Eohypsibiidae
Famille
Les Eohypsibiidae sont une famille de tardigrades. 

## Classification
Selon Degma, Bertolani et Guidetti, 2013 :
- Austeruseus Trygvadóttir & Kristensen 2011 ;
- Bertolanius Özdikmen, 2008 ;
- Eohypsibius Kristensen, 1982.

## Publication originale
- Bertolani & Kristensen, 1987 : New records of Eohypsibius nadjae Kristensen, 1982, and revision of the taxonomic position of two genera of Eutardigrada (Tardigrada). Collana U.Z.I. Selected Symposia and Monographs, no 1, p. 359-372.